# Гап (Пенсилванија)
Гап (енгл. Gap) насељено је место без административног статуса у америчкој савезној држави Пенсилванија.

## Демографија
По попису из 2010. године број становника је 1.931, што је 320 (19,9%) становника више него 2000. године.
| Група             | 2000.         | 2010.         |
| Белци             | 1.568 (97,3%) | 1.800 (93,2%) |
| Афроамериканци    | 7 (0,4%)      | 28 (1,5%)     |
| Азијати           | 17 (1,1%)     | 31 (1,6%)     |
| Хиспаноамериканци | 13 (0,8%)     | 49 (2,5%)     |
| Укупно            | 1.611         | 1.931         |